# Arremon taciturnus
Arremon taciturnus е вид птица от семейство Овесаркови (Emberizidae).

## Разпространение
Видът е разпространен в Боливия, Бразилия, Венецуела, Гвиана, Колумбия, Перу, Суринам и Френска Гвиана.